# Mecànica ondulatòria
La mecànica ondulatòria és el nom que va rebre la mecànica quàntica en els seus inicis, i és d'aquesta manera que a vegades hom es refereix a les teories quàntiques desenvolupades durant les tres primeres dècades del s. XX, i que van acabar desembocant en la formulació de l'equació de Schrödinger l'any 1926 i l'actual formulació matemàtica de la mecànica quàntica l'any 1930. La mecànica ondulatòria considerava les partícules com a ones materials, d'acord amb la dualitat ona-corpuscle de Louis de Broglie. La mecànica quàntica abandonà aquesta visió, i l'equació de Schrödinger és una equació per a ones immaterials que descriuen una densitat de probabilitat.